# Carl Schütte
Carl Schütte (* 2. Dezember 1839 in Bremen; † 11. Februar 1917 in Bremen) war ein deutscher Kaufmann und Mäzen in Bremen.

## Biografie
Schütte war der Sohn vom Kaufmann und Ratsherr Albrecht Nicolaus Schütte (1799–1862) und Louise Regine Schütte geb. Walte (1812–1869). Er hatte fünf Geschwister, der bekannteste war der Petroleum-Kaufmann Franz Ernst Schütte (1836–1911).

Schütte hatte neun Kinder, darunter der Kaufmann Gustav Albrecht Schütte (1865–1936), der Jurist Carl Schütte (1874–1951) und Georg Julius Schütte (1876–?).
Schütte besuchte die Handelsschulen in Bremen. Er absolvierte von 1856 bis 1859 eine kaufmännische Lehre, der ein längerer Amerikaaufenthalt folgte.
Er übernahm 1862 mit seinem älteren Bruder Franz Schütte das väterliche Handelshaus A. N. Schütte & Sohn zu Bremen. Das Unternehmen, das sich bis dahin hauptsächlich mit dem Tabakhandel befasst hatte, betätigte sich ab 1863/64 im neuen Ölimportgeschäft und stieg zum bedeutendsten Ölhandelshaus in Deutschland auf. 1890 gründeten die Brüder Schütte, Wilhelm Anton Riedemann und die amerikanische Standard Oil Company die Deutsch-Amerikanische Petroleum Gesellschaft (DAPG), die spätere Esso AG, heute Esso Deutschland GmbH, Teil von ExxonMobil. 1904 hielten die Schüttes und Riedemann 50 % der Aktienanteile und die Standard Oil die anderen 50 %.

### Förderer
Wie sein Bruder Franz war Carl Schütte ein großzügiger Mäzen. Er förderte die erste Haushaltungsschule in Bremen, unterstützte von 1908 bis 1911 den Neubau für das Städtische Museum für Natur-, Völker- und Handelskunde (heute Überseemuseum Bremen), schenkte das Landgut Holdheim in Oberneuland in der Form einer Waldemar-Schütte-Stiftung dem Verein für Kinderheilanstalten, unterstützte den Bürgerparkverein, förderte das Parkhaus und unterstützte in besonderem Maße das Rot-Kreuz-Krankenhaus in Bremen. Der Goldschatz aus dem vorspanischen Kolumbien wurde 1900 von ihm als Sammlung dem Überseemuseum geschenkt. 1909 erfolgte auf seine Initiative der Ausbau der heutigen zentralen Langemarckstraße in der Neustadt nach Süden.
1905 wurde er Vorsitzender des Kunstvereins in Bremen als Träger der Kunsthalle Bremen. Er unterstützte den 1902 abgeschlossenen Erweiterungsbau mit 400.000 Talern und förderte Museumsdirektor Gustav Pauli beim Ausbau der Sammlungen. So stiftete er beispielsweise 1911 ein Stillleben von Pieter Claesz und 1914 aus Anlass seiner Goldenen Hochzeit das Gemälde Blumenschale (Magnolien) von Gustave Courbet.

### Ehrungen
- Die Carl-Schütte-Brücke im Bürgerpark Bremen wurde nach ihm benannt.